# Desognaphosa finnigan
Desognaphosa finnigan is een spinnensoort uit de familie Trochanteriidae. De soort komt voor in Queensland.